# Teodoro I del Monferrato
Teodoro I Paleologo (Costantinopoli, 1290 – Trino, 21 aprile 1338) fu principe di Bisanzio e marchese del Monferrato.
Egli era figlio dell'imperatore bizantino Andronico II Paleologo (1259 – 1332) e di Violante di Monferrato (1274 - 1317) e divenne marchese di Monferrato alla morte senza eredi del marchese Giovanni, ultimo degli Aleramici e fratello della madre Violante, che lo designò esplicitamente come unico erede nel suo testamento.

## Biografia
Teodoro sbarcò a Genova nel 1306, dove sposò la genovese Argentina Spinola, figlia del signore della città Opicino Spinola, per prendere parte alla lotta per la successione al marchesato che si era instaurata. Manfredo IV di Saluzzo, infatti, aveva occupato gran parte delle terre e aveva instaurato un clima di incertezza e disordini militari. Insieme a lui, c'erano anche gli Acaja e Carlo II d'Angiò a contendersi il ricco territorio monferrino. Attraverso l'attenta politica bizantina e il sostegno di un forte partito monferrino, Teodoro riuscì in qualche anno a riconquistare i territori che gli erano stati sottratti dai signori piemontesi e nel 1310 ottenne l'investitura dall'imperatore Enrico VII di Lussemburgo, il quale inizialmente avocò all'Impero il marchesato.
La politica intrapresa da Teodoro si concentrò soprattutto sul mantenimento dei suoi domini piemontesi senza intraprendere troppe campagne di conquista. Al fine di meglio controllare i territori egli proseguì le convocazioni dei Parlamenti, introdotti da Manfredo IV di Saluzzo nel 1305 durante il periodo in cui il trono marchionale era vacante. Va poi evidenziato che il marchese di Saluzzo, insieme al comune di Pavia ed al conte Filippone di Langosco, all'epoca signore di Pavia, erano stati indicati nel testamento del marchese Giovanni I come governatori e garanti della difesa del Monferrato e in tale veste parteciparono ai parlamenti. Ai Parlamenti partecipavano i feudatari e le comunità (ma non il clero, perché esentato dalla tassazione) e vi si discuteva della gestione delle terre, delle tasse e della difesa militare. Era un modo, utilizzato anche da altri marchesi Paleologi, per dominare anche la piccola nobiltà feudale del territorio e legarla a sé.
Dal 1319 Teodoro s'interessò al problema dello scisma tra Chiesa d'Occidente e Chiesa d'Oriente, in seguito a esplicita domanda di papa Giovanni XXII: Teodoro sfruttò i suoi contatti alla corte di Bisanzio per avvicinare il papa all'imperatore Andronico II Paleologo, ma i suoi buoni rapporti con la Chiesa d'Avignone furono destinati a finire, per l'atteggiamente apertamente antiangioino dimostrato dal marchese. 

## Matrimonio e figli
Sposò Argentina Spinola, dalla quale ebbe due figli: 
- |                                                                                    |  |
| Teodoro I                                                                          |  |
| Figli - Giovanni II - Violante                                                     |  |
| Giovanni II                                                                        |  |
| Figli - Ottone III - Giovanni III - Teodoro II - Margherita                        |  |
| Ottone III                                                                         |  |
| Giovanni III                                                                       |  |
| Teodoro II                                                                         |  |
| Figli - Giovanni Giacomo - Sofia                                                   |  |
| Giovanni Giacomo                                                                   |  |
| Figli - Giovanni IV - Amedea - Isabella - Guglielmo VIII - Bonifacio III - Teodoro |  |
| Giovanni IV                                                                        |  |
| Figli - Elena Margherita - Scipione - Sara                                         |  |
| Guglielmo VIII                                                                     |  |
| Figli - Giovanna - Lucrezia - Bianca - Margherita - Annibale, naturale             |  |
| Bonifacio III                                                                      |  |
| Figli - Guglielmo IX - Giovanni Giorgio                                            |  |
| Guglielmo IX                                                                       |  |
| Figli - Maria - Margherita - Bonifacio IV                                          |  |
| Bonifacio IV                                                                       |  |
| Giovanni Giorgio                                                                   |  |
| Figli - Flaminio (naturale)                                                        |  |
| V · D · M                                                                          |  |

- Violante (1318 – 1342), andata sposa ad Aimone di Savoia;
- Giovanni (1321 – 1372), immediato successore con il nome di Giovanni II;

Ebbe inoltre un altro figlio illegittimo di nome Giovanni (1312 – 1345), morto nella Battaglia di Gamenario

## Ascendenza
|                              |                             |                              | Genitori                    |  |  | Nonni |  |  | Bisnonni            |  |  | Trisnonni               |  |
|                              |                             |                              |                             |  |  |       |  |  | Andronico Paleologo |  |  | Alessio Ducas Paleologo |  |
|                              |                             |                              |                             |  |  |       |  |  | Andronico Paleologo |  |  | Alessio Ducas Paleologo |  |
|                              |                             | Irene Comnena                |                             |  |  |       |  |  | Andronico Paleologo |  |  |                         |  |
| Michele VIII Paleologo       |                             |                              |                             |  |  |       |  |  | Andronico Paleologo |  |  |                         |  |
|                              |                             | Teodora Angelina Paleologina | Alessio Paleologo           |  |  |       |  |  |                     |  |  |                         |  |
|                              |                             | Teodora Angelina Paleologina | Alessio Paleologo           |  |  |       |  |  |                     |  |  |                         |  |
|                              |                             | Teodora Angelina Paleologina | Irene Angelina              |  |  |       |  |  |                     |  |  |                         |  |
| Andronico II Paleologo       |                             | Teodora Angelina Paleologina |                             |  |  |       |  |  |                     |  |  |                         |  |
|                              |                             | Giovanni Ducas               | Isacco Ducas Vatatzes       |  |  |       |  |  |                     |  |  |                         |  |
|                              |                             | Giovanni Ducas               | Isacco Ducas Vatatzes       |  |  |       |  |  |                     |  |  |                         |  |
|                              |                             | Giovanni Ducas               | …                           |  |  |       |  |  |                     |  |  |                         |  |
| Teodora Ducas Vatatzina      |                             | Giovanni Ducas               |                             |  |  |       |  |  |                     |  |  |                         |  |
|                              |                             | Eudocia Angelina             | Giovanni Comneno Angelo     |  |  |       |  |  |                     |  |  |                         |  |
|                              |                             | Eudocia Angelina             | Giovanni Comneno Angelo     |  |  |       |  |  |                     |  |  |                         |  |
|                              |                             | Eudocia Angelina             | …                           |  |  |       |  |  |                     |  |  |                         |  |
| Teodoro I del Monferrato     |                             | Eudocia Angelina             |                             |  |  |       |  |  |                     |  |  |                         |  |
|                              | Bonifacio II del Monferrato | Guglielmo VI del Monferrato  |                             |  |  |       |  |  |                     |  |  |                         |  |
|                              | Bonifacio II del Monferrato | Guglielmo VI del Monferrato  |                             |  |  |       |  |  |                     |  |  |                         |  |
|                              | Bonifacio II del Monferrato | Berta di Clevesana           |                             |  |  |       |  |  |                     |  |  |                         |  |
| Guglielmo VII del Monferrato | Bonifacio II del Monferrato |                              |                             |  |  |       |  |  |                     |  |  |                         |  |
|                              |                             | Margherita di Savoia         | Amedeo IV di Savoia         |  |  |       |  |  |                     |  |  |                         |  |
|                              |                             | Margherita di Savoia         | Amedeo IV di Savoia         |  |  |       |  |  |                     |  |  |                         |  |
|                              |                             | Margherita di Savoia         | Margherita di Borgogna      |  |  |       |  |  |                     |  |  |                         |  |
| Violante del Monferrato      |                             | Margherita di Savoia         |                             |  |  |       |  |  |                     |  |  |                         |  |
|                              |                             | Alfonso X di Castiglia       | Ferdinando III di Castiglia |  |  |       |  |  |                     |  |  |                         |  |
|                              |                             | Alfonso X di Castiglia       | Ferdinando III di Castiglia |  |  |       |  |  |                     |  |  |                         |  |
|                              |                             | Alfonso X di Castiglia       | Beatrice di Svevia          |  |  |       |  |  |                     |  |  |                         |  |
| Beatrice di Castiglia        |                             | Alfonso X di Castiglia       |                             |  |  |       |  |  |                     |  |  |                         |  |
|                              |                             | Violante d'Aragona           | Giacomo I d'Aragona         |  |  |       |  |  |                     |  |  |                         |  |
|                              |                             | Violante d'Aragona           | Giacomo I d'Aragona         |  |  |       |  |  |                     |  |  |                         |  |
|                              |                             | Violante d'Aragona           | Iolanda d'Ungheria          |  |  |       |  |  |                     |  |  |                         |  |
|                              |                             | Violante d'Aragona           |                             |  |  |       |  |  |                     |  |  |                         |  |